# Херцеговинска Грачаница
Херцеговинска Грачаница (на сръбски: Херцеговачка Грачаница) е сръбски манастир в Требине, Босна и Херцеговина.
Неговата манастирска църква представлява копие от църквата в манастира Грачаница (днес Косово), чието дарение прави крал Стефан II Милутин (1282 – 1321).
Манастирът е изграден през 2000 година, на хълма Цървина, над град Требине. Той е част от Захумско-херцеговинска и приморска епархия към Сръбската православна църква.